# Raphaël De Smedt
Raphaël Stuart Yvonne De Smedt (Mechelen, 28 augustus 1941 - Bonheiden, 13 oktober 2013) was een Belgisch bibliothecaris en historicus. Hij was van 2002 tot 2005 hoofdconservator van de Koninklijke Bibliotheek van België.

## Biografie

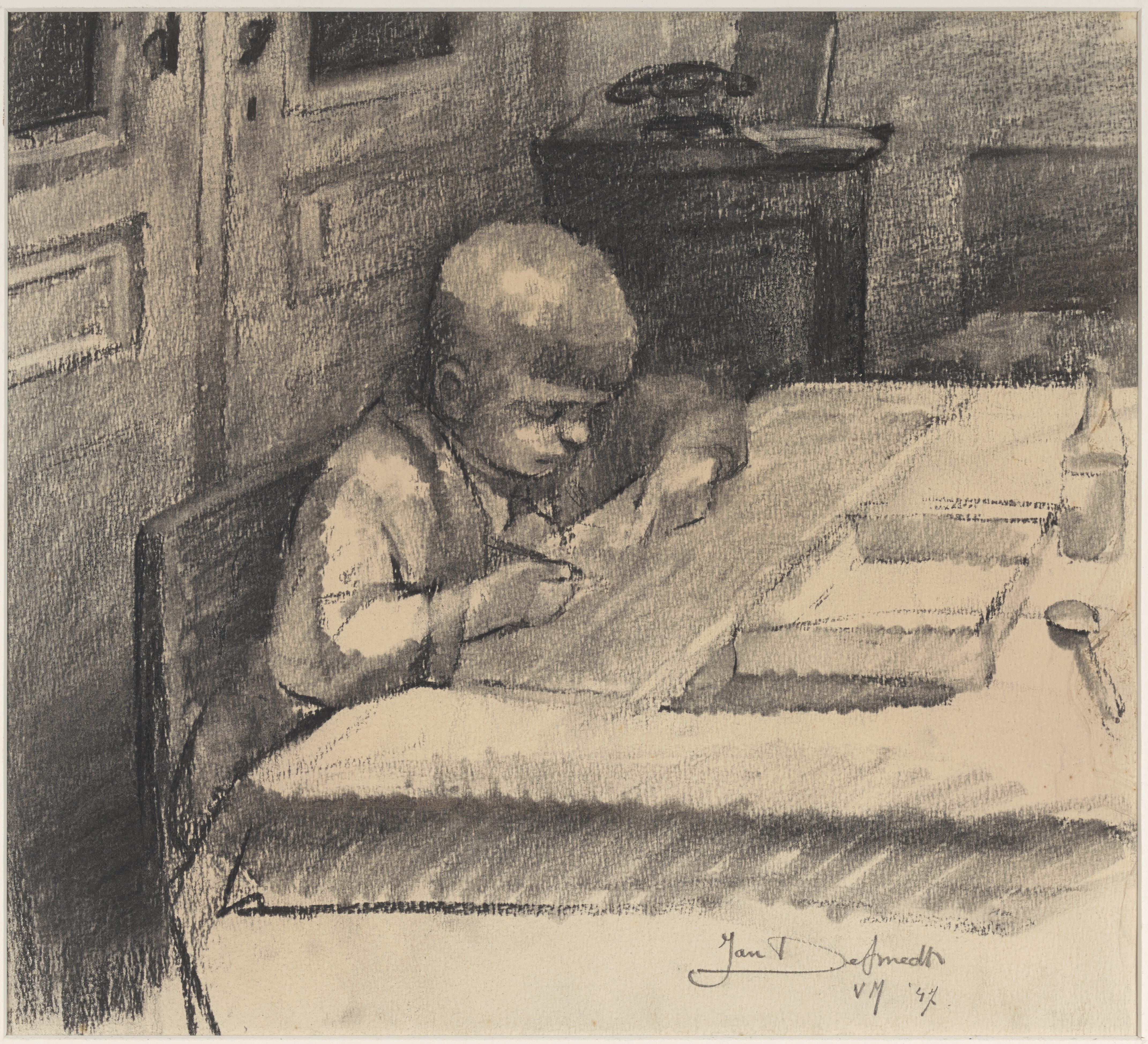
Raphaël getekend door zijn vader Jan De Smedt in Het huiswerk, KMSKA)

Raphaël De Smedt was een zoon van beeldhouwer Jan de Smedt. Hij liep school aan het Sint-Romboutscollege in Mechelen, waar hij ook meespeelde in het schooltheater. Hij studeerde wijsbegeerte en letteren aan de Katholieke Universiteit Leuven (1966).
In 1967 ging hij aan de slag bij de Koninklijke Bibliotheek van België, waar hij zijn hele carrière zou blijven. Hij werd hoofdconservator in 2002. De Smedt was de laatste persoon die deze functie bekleedde. Zijn opvolgers kregen de functie van algemeen directeur.
In 2002 richtte De Smedt de bibliografieënreeks Series bibliographica op. Hij schreef ook tal van artikels en boeken, waaronder kunstbiografieën over Michiel Coxie, Albert Van Dyck en Lucas Faydherbe, en voerde onderzoek naar James Ensor, Léon Spilliaert en Rik Wouters.
Hij was lid van de Koninklijke Kring voor Oudheidkunde, Letteren en Kunst van Mechelen, waarvan hij secretaris was van 1969 tot 1995 en vicevoorzitter van 2000 tot 2013. Hij was erevoorzitter van de kring. Hij werd lid van de Koninklijke Academie voor Oudheidkunde van België in 1996 en was voorzitter ervan van 2005 tot 2007. Hij was ook lid van de Raad van Adel en bestuurder van de vzw Kunstberg.
De Smedt was promotor van het werk van zijn vader, Jan de Smedt. Hij was oprichter van de Vrienden van Jan de Smedt van Mechelen, dat 25 jaar lang een boekje uitgaf over de kunstenaar, de Cimelia Vrienden van Jan de Smedt van Mechelen. In 2000 schreef hij een biografie over zijn vader, De discrete uitstraling van Jan de Smedt, en in 2005 bracht hij een oeuvrecatalogus ter ere van zijn vaders honderdste geboortejaar uit. Binnen de Koning Boudewijnstichting richtte hij het Fonds Raphaël De Smedt op.